# Sun Kehong

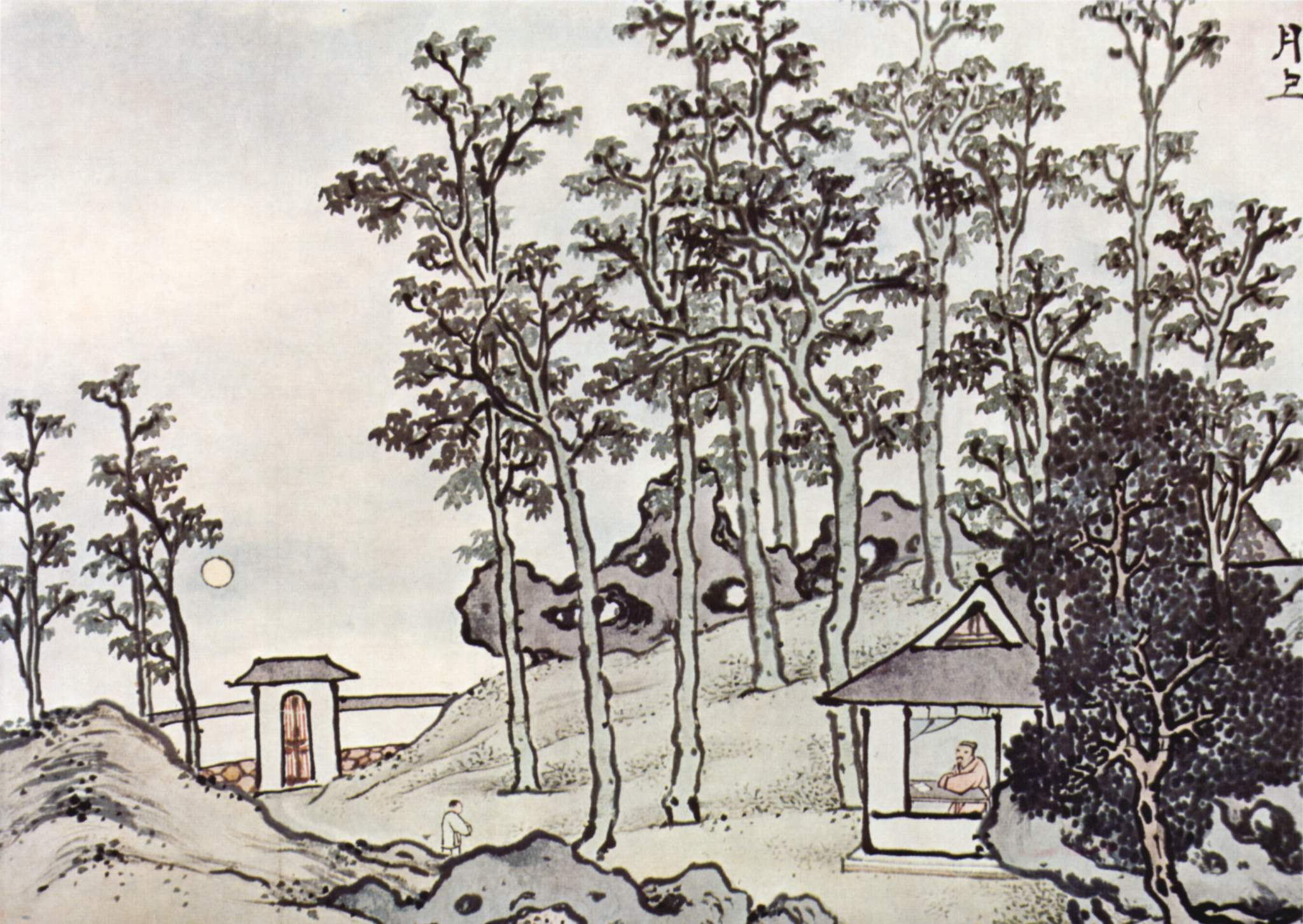
“La Lluna elevant-se” (Museu Nacional del Palau).

Sun Kehong (xinès simplificat: 孙克弘; xinès tradicional: 孫克弘; pinyin: Sūn Kèhóng), conegut també com a Yunzhi i Xueju, fou un pintor, poeta i cal·lígraf que va viure sota la dinastia Ming. Va néixer vers l'any 1533 a Huating a prop de Xangai, província de Jiangsu i mort el 1610.
Fou un pintor paisatgista i de roques l'estil del qual es va inspirar en el de Shen Zhou i en el de Lu Zhi. També va tractar en les seves obres temes budistes i taoistes. I molt més endavant les flors de la prunera van ser una de les seves preferències (la prunera en flor era un d'“Els Quatre Cavallers“ de la pintura xinesa juntament amb el bambú, el crisantem i l'orquídia). Va fer servir colors amb tècnica sense massa complicacions des dels inicis de la seva activitat artística inicial. El seu estil va desmarcar-se dels models del grans mestres tornat-se, més endavant, més lliure. Entre les seves obres destaquen: ”Bambú vermell”, “Ocell en la branca d'un arbre” i “Flors de magnòlia”. Es troben obres d'aquest artista en els museus següents: Museu del palau de Pequín, Museu Nacional del Palau de Taipei i Museum für Ostasiatische Kunst de Colònia.